# دینگا
دینگا (به انگلیسی: Dinga) یک شهر در پاکستان است که در ناحیه گجرات واقع شده‌است. دینگا ۲۱۸ متر بالاتر از سطح دریا واقع شده‌است.